# Leigh Mercer
Leigh Mercer (1893–1977) war ein britischer Autor von Wortspielereien und mathematischen Unterhaltungen. Sein wahrscheinlich bekanntestes Werk ist das Palindrom A man, a plan, a canal - Panama!.
Auch der folgende mathematische Limerick wird ihm zugeschrieben:
{\displaystyle {\frac {12+144+20+3{\sqrt {4}}}{7}}+(5\times 11)=9^{2}+0}
, liest sich
A dozen, a gross, and a score
Plus three times the square root of four
Divided by seven
Plus five times eleven
Is nine squared and not a bit more.